# La Vie rêvée des anges
Pour plus de détails, voir Fiche technique et Distribution.
La Vie rêvée des anges est un film français réalisé par Érick Zonca, sorti le 16 septembre 1998.
Présenté en compétition officielle lors du Festival de Cannes 1998, les deux actrices principales, Élodie Bouchez et Natacha Régnier, reçoivent un double prix d'interprétation féminine et le film remporte trois Césars du cinéma (meilleur film, meilleure actrice et meilleur espoir féminin) lors de la 24e cérémonie des César en 1999.

## Synopsis
Isabelle, jeune vadrouilleuse se trouvant par hasard dans la ville de Lille, rencontre Marie, une jeune Nordiste. Elles vont d'aventure en aventure, l'une à la recherche de la vie, l'autre dans une quête difficile du bonheur.

## Fiche technique
- Titre : La Vie rêvée des anges
- Réalisation : Érick Zonca
- Scénario : Érick Zonca, Roger Bohbot
- Collaboration au scénario : Virginie Wagon, Pierre Schoeller, Frederic Carpentier, Pierre Chosson, Jean-Daniel Magnin
- Photographie : Agnès Godard et Dominique Le Rigoleur
- Chanson générique de fin : Rue des cascades issue de l'album éponyme, composée par Yann Tiersen
- Décors : Jimmy Vansteenkiste
- Costumes : Françoise Clavel
- Montage : Yannick Kergoat
- Production : François Marquis
- Langue : français
- Genre : drame
- Durée : 113 minutes
- Dates de sortie :
  - Belgique : 9 septembre 1998
  - Canada : 14 septembre 1998
  - France : 16 septembre 1998
  - Suisse : 9 octobre 1998

## Distribution
- Élodie Bouchez : Isabelle Tostin, dite « Isa »
- Natacha Régnier : Marie Thomas
- Grégoire Colin : Chriss
- Patrick Mercado : Charly
- Jo Prestia : Fredo
- Francine Massenhave : la gardienne
- Zivko Niklevski : le patron yougoslave
- Murielle Colvez : le chef d'atelier
- Lyazid Ouelhadj : le vendeur de billets
- Frédérique Hazard : la mère de Marie
- Jean-Michel Lemahieu : l'interne
- Louise Motte : Sandrine
- Rosa Maria : la première infirmière
- Corinne Masiero : la femme du Hollywood

## Distinctions

### Récompenses
- Prix « Aide à la création » de la Fondation Gan pour le cinéma en 1996
- Festival de Cannes 1998 : double prix d'interprétation féminine pour Élodie Bouchez et Natacha Régnier
- César 1999 : 
  - Meilleur film
  - Meilleure actrice pour Élodie Bouchez
  - César du meilleur espoir féminin pour Natacha Régnier
- Étoiles d'or de la presse du cinéma français 1999 : Étoile d'or du film
- Lumières 1999 : meilleur film pour Érick Zonca
- Festival Jean-Carmet de Moulins 1998 : meilleur second rôle masculin (prix du jury) pour Grégoire Colin

### Nominations
- César 1999 : 
  - Meilleur réalisateur
  - Meilleur scénario original ou adaptation pour Roger Bohbot et  Érick Zonca
  - Meilleure première œuvre